# Đường tỉnh 317
Đường tỉnh 317 hay tỉnh lộ 317, viết tắt ĐT317 hay TL317, là đường tỉnh ở các huyện Tam Nông, Thanh Thủy, Thanh Sơn, tỉnh Phú Thọ và thành phố Hòa Bình, tỉnh Hòa Bình, Việt Nam.
Đường tỉnh 317 bắt đầu từ thị trấn Hưng Hóa huyện Tam Nông, nối vào quốc lộ 32.
Đường đi phía nam, đến xã Tân Phương thì theo bờ trái sông Đà, trong đó có đoạn chung với đường tỉnh 316 tới thị trấn Thanh Thủy.
Từ thị trấn Thanh Thủy đường tới thành phố Hòa Bình